# National Hockey League 1939/1940
National Hockey League 1939/1940 var den 23:e säsongen av NHL. 7 lag spelade 48 matcher i grundserien innan Stanley Cup inleddes den 19 mars 1940. Stanley Cup vanns av New York Rangers som tog sin 3:e titel, efter finalsegern mot Toronto Maple Leafs med 4-2 i matcher.

## Grundserien
| Nr | Lag                 | S  | V  | O  | F  | GM  | IM  | MS  | P  |
| -- | ------------------- | -- | -- | -- | -- | --- | --- | --- | -- |
| 1  | Boston Bruins       | 48 | 31 | 5  | 12 | 170 | 98  | +72 | 67 |
| 2  | New York Rangers    | 48 | 27 | 10 | 11 | 136 | 77  | +59 | 64 |
| 3  | Toronto Maple Leafs | 48 | 25 | 6  | 17 | 134 | 110 | +24 | 56 |
| 4  | Chicago Black Hawks | 48 | 23 | 6  | 19 | 112 | 120 | −8  | 52 |
| 5  | Detroit Red Wings   | 48 | 16 | 6  | 26 | 90  | 126 | −36 | 38 |
| 6  | New York Americans  | 48 | 15 | 4  | 29 | 106 | 140 | −34 | 34 |
| 7  | Montreal Canadiens  | 48 | 10 | 5  | 33 | 90  | 167 | −77 | 25 |

## Poängligan 1939/1940
Not: SM = Spelade matcher, M = Mål, A = Assists, Pts = Poäng
| Spelare          | Lag                 | SM | M  | A  | Pts |
| ---------------- | ------------------- | -- | -- | -- | --- |
| Milt Schmidt     | Boston Bruins       | 48 | 22 | 30 | 52  |
| Woody Dumart     | Boston Bruins       | 48 | 22 | 21 | 43  |
| Bobby Bauer      | Boston Bruins       | 48 | 17 | 26 | 43  |
| Gordie Drillon   | Toronto Maple Leafs | 43 | 21 | 19 | 40  |
| Bill Cowley      | Boston Bruins       | 48 | 13 | 27 | 40  |
| Bryan Hextall    | New York Rangers    | 48 | 24 | 15 | 39  |
| Neil Colville    | New York Rangers    | 48 | 19 | 19 | 38  |
| Syd Howe         | Detroit Red Wings   | 48 | 14 | 23 | 37  |
| Hector Blake     | Montreal Canadiens  | 48 | 17 | 19 | 36  |
| Murray Armstrong | New York Americans  | 48 | 16 | 20 | 36  |

## Slutspelet 1940
6 lag gjorde upp om Stanley Cup-pokalen. Ettan och tvåan i serien spelade semifinal mot varandra om en finalplats i bäst av 7 matcher. Trean spelade mot fyran och femman spelade mot sexan i kvartsfinalserier i bäst av 3 matcher, där vinnarna spelade mot varandra i en semifinalserie i bäst av 3 matcher. Finalserien spelades i bäst av 7 matcher.
Kvartsfinaler
Toronto Maple Leafs vs. Chicago Black Hawks
| Datum   | Hemma               | Mål | Borta               | Mål | Not     |
| ------- | ------------------- | --- | ------------------- | --- | ------- |
| 19 mars | Toronto Maple Leafs | 3   | Chicago Black Hawks | 2   | SD 6.35 |
| 21 mars | Chicago Black Hawks | 1   | Toronto Maple Leafs | 2   |         |

Toronto Maple Leafs vann kvartsfinalserien med 2-0 i matcher.
Detroit Red Wings vs. New York Americans
| Datum   | Hemma              | Mål | Borta              | Mål | Not     |
| ------- | ------------------ | --- | ------------------ | --- | ------- |
| 19 mars | Detroit Red Wings  | 2   | New York Americans | 1   | SD 0.25 |
| 22 mars | New York Americans | 5   | Detroit Red Wings  | 4   |         |
| 24 mars | Detroit Red Wings  | 3   | New York Americans | 1   |         |

Detroit Red Wings vann kvartsfinalserien med 2-1 i matcher.
Semifinaler
Boston Bruins vs. New York Rangers
| Datum   | Hemma            | Mål | Borta            | Mål | Not |
| ------- | ---------------- | --- | ---------------- | --- | --- |
| 19 mars | New York Rangers | 4   | Boston Bruins    | 0   |     |
| 21 mars | Boston Bruins    | 4   | New York Rangers | 2   |     |
| 24 mars | Boston Bruins    | 4   | New York Rangers | 3   |     |
| 26 mars | New York Rangers | 1   | Boston Bruins    | 0   |     |
| 28 mars | Boston Bruins    | 0   | New York Rangers | 1   |     |
| 30 mars | New York Rangers | 4   | Boston Bruins    | 1   |     |

New York Rangers vann semifinalserien med 4-2 i matcher
Toronto Maple Leafs vs. Detroit Red Wings
| Datum   | Hemma               | Mål | Borta               | Mål | Not |
| ------- | ------------------- | --- | ------------------- | --- | --- |
| 26 mars | Toronto Maple Leafs | 2   | Detroit Red Wings   | 1   |     |
| 28 mars | Detroit Red Wings   | 1   | Toronto Maple Leafs | 3   |     |

Toronto Maple Leafs vann semifinalserien med 2-0 i matcher

## Stanley Cup-final
New York Rangers vs. Toronto Maple Leafs
| Datum    | Hemma               | Mål | Borta               | Mål | Spelplats                       | Not      |
| -------- | ------------------- | --- | ------------------- | --- | ------------------------------- | -------- |
| 2 april  | New York Rangers    | 2   | Toronto Maple Leafs | 1   | Madison Square Garden, New York | SD 15.30 |
| 3 april  | New York Rangers    | 6   | Toronto Maple Leafs | 2   | Madison Square Garden, New York |          |
| 6 april  | Toronto Maple Leafs | 2   | New York Rangers    | 1   | Maple Leaf Gardens, Toronto     |          |
| 9 april  | Toronto Maple Leafs | 3   | New York Rangers    | 0   | Maple Leaf Gardens, Toronto     |          |
| 11 april | Toronto Maple Leafs | 1   | New York Rangers    | 2   | Maple Leaf Gardens, Toronto     | SD 11.43 |
| 16 april | Toronto Maple Leafs | 2   | New York Rangers    | 3   | Maple Leaf Gardens, Toronto     | SD 2.07  |

New York Rangers vann finalserien med 4-2 i matcher

## NHL awards
| 1939–40 NHL awards         | 1939–40 NHL awards                  |
| -------------------------- | ----------------------------------- |
| O'Brien Trophy:            | Toronto Maple Leafs                 |
| Prince of Wales Trophy:    | Boston Bruins                       |
| Calder Memorial Trophy:    | Kilby MacDonald, New York Rangers   |
| Hart Memorial Trophy:      | Ebbie Goodfellow, Detroit Red Wings |
| Lady Byng Memorial Trophy: | Bobby Bauer, Boston Bruins          |
| Vezina Trophy:             | Dave Kerr, New York Rangers         |

## All-Star
| Första                              | Position | Andra                             |
| ----------------------------------- | -------- | --------------------------------- |
| Dave Kerr, New York Rangers         | M        | Frank Brimsek, Boston Bruins      |
| Dit Clapper, Boston Bruins          | B        | Art Coulter, New York Rangers     |
| Ebbie Goodfellow, Detroit Red Wings | B        | Earl Seibert, Chicago Black Hawks |
| Milt Schmidt, Boston Bruins         | C        | Neil Colville, New York Rangers   |
| Bryan Hextall, New York Rangers     | HF       | Bobby Bauer, Boston Bruins        |
| Toe Blake, Montreal Canadiens       | VF       | Woody Dumart, Boston Bruins       |
| Paul Thompson, Chicago Black Hawks  | Tränare  | Frank Boucher, New York Rangers   |